# 韦卢皮莱·普拉巴卡兰
韦卢皮莱·普拉巴卡兰（英語：Velupillai Prabhakaran，1954年11月26日—2009年5月18日）是斯里兰卡反政府武装泰米尔伊拉姆猛虎解放组织的创立者和最高领导人。

## 生平
1954年11月26日，普拉巴卡兰出生在斯里兰卡北部贾夫纳半岛的一个村庄。1972年，普拉巴卡兰创立泰米尔新猛虎组织，1976年5月，泰米尔新猛虎组织与其他几个组织合并后，成立泰米尔伊拉姆猛虎解放组织。1975年，普拉巴卡兰组织了暗杀贾夫纳的市长，这是他参与的首次政治暗杀行动。
1983年7月，普拉巴卡兰领导的泰米尔伊拉姆猛虎解放组织在贾夫纳半岛发动军事行动，打死13名政府军士兵，随后首都科伦坡等地发生针对泰米尔人的骚乱，从而引发了斯里兰卡内战。
2009年，斯里兰卡政府军对泰米尔伊拉姆猛虎解放组织发动大规模的围剿行动，5月18日，普拉巴卡兰在穆莱蒂武区被政府军击毙，斯里兰卡政府军随即宣布内战结束。

## 参閱
- 泰米尔伊拉姆猛虎解放组织
- 斯里兰卡内战